# Pyrrhura roseifrons
Pyrrhura roseifrons là một loài chim trong họ Psittacidae.